# Гімназія Лютера-Меланхтона

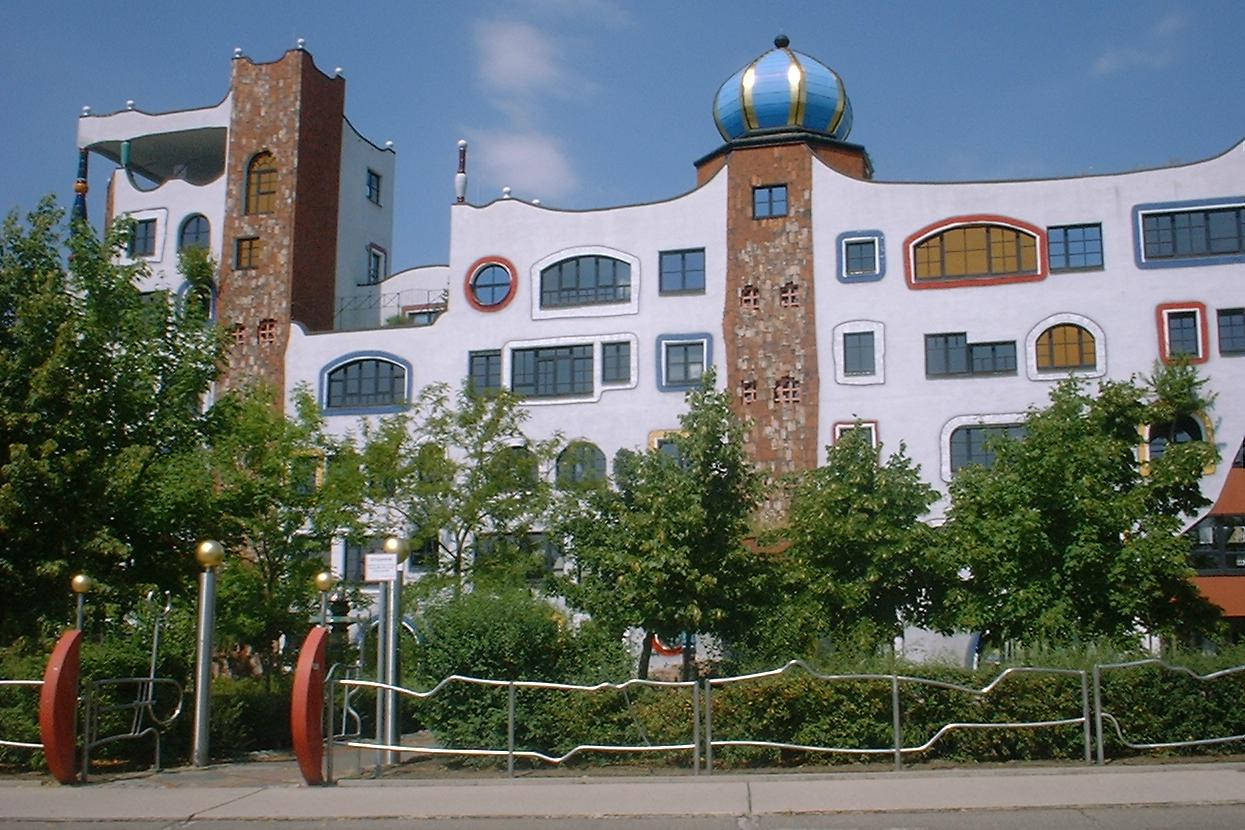
Школа Хундервассера, південний бік

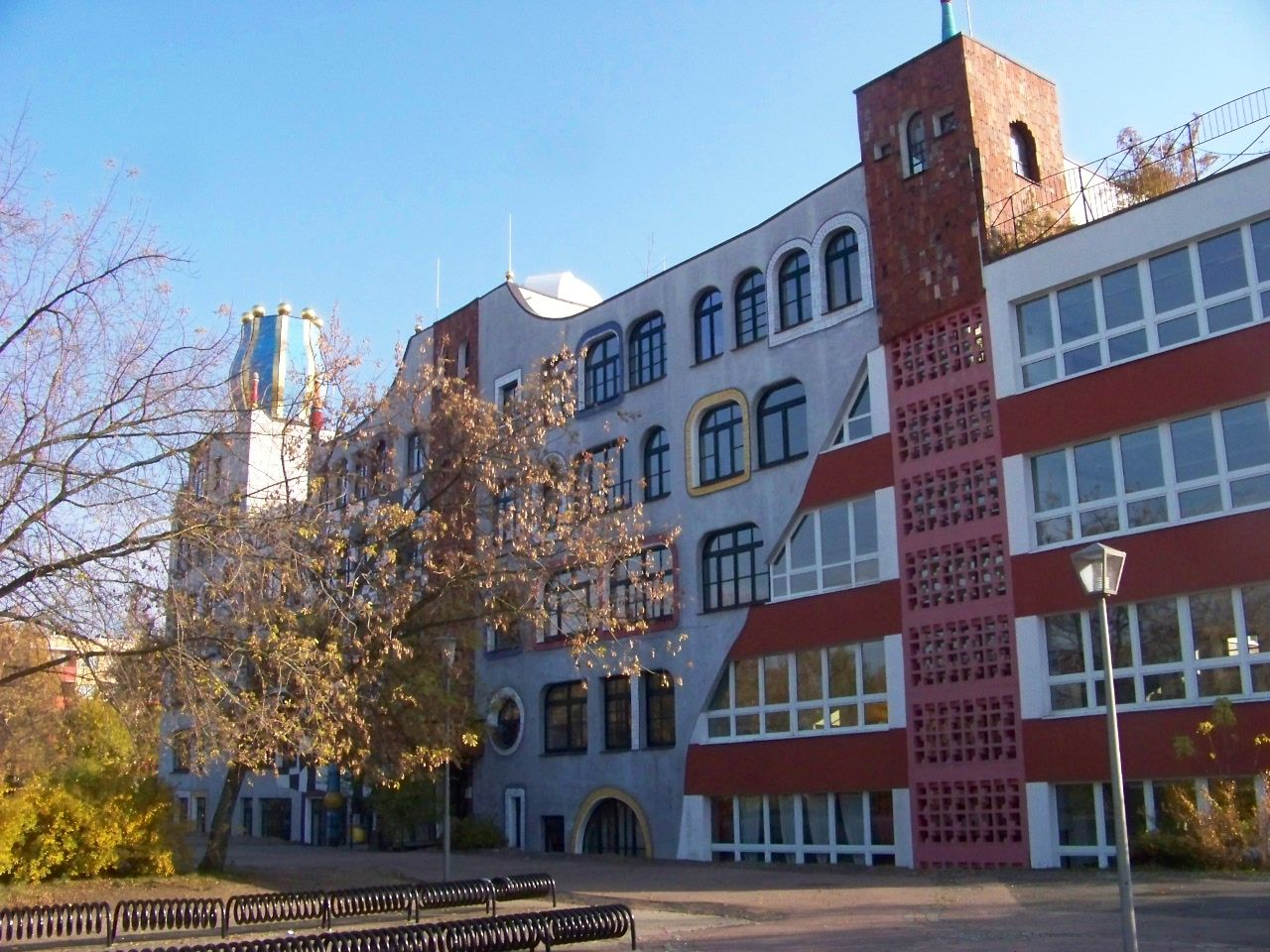
Школа Хундервассера, північний бік

Гімназія Лютера-Меланхтона (нім. Luther-Melanchthon-Gymnasium, LuMe, LMG) — гімназія у Віттенберзі. Це єдина школа в Німеччині, яка була перебудована за ідеєю та концепцією австрійського мистця Фріденсрайха Хундертвассера. Ідею було втілено архітекторами Петером Пеліканом та Хайнцом М. Шпрінгманном. Перебудову було здійснено у 1997–1999 роках; Хундертвассер, який помер у 2000 році, перебудовану школу побачити не встиг. 
Неподалік школи, в тій же землі Саксонія-Ангальт, знаходиться Зелена цитадель Магдебурга — ще один будинок австрійського майстра.